# Ziglibithy
Der Ziglibithy ist eine in den 1970er Jahren entstandene Musikrichtung in der Elfenbeinküste; sie vereinigt traditionelle Melodien der Ethnien im Westen des Landes.
Der Ziglibithy ist ein moderner städtischer Musikstil, der sich aus den traditionellen Rhythmen des Bété-Volkes entwickelt hat und zugleich eine Tanzrichtung. Er vereinigt traditionelle Melodien der Volksstämme (besonders der Bété) aus dem Westen des Landes, kombiniert mit kongolesischen Rhythmen. Der Name Ziglibithy ist abgeleitet aus dem Wort zigli, was Tanz meint, und bhithy, was „honigsüßes Lied, das man nicht entbehren kann“ bedeutet. Die Musik lässt sich vom Sound her beschreiben als „Synthese aus Afropop und Kongo-Rumba.“
Als Vater und Begründer des Ziglibithy gilt Ernesto Djédjé. Nach seinem Tod pflegte Jean Baptiste Zibodi den Stil weiter.
Der Ziglibithy entwickelte sich weiter, und in den 1990er Jahren formte sich daraus Zouglou. Dies ist eine ganze Bewegung – choreographische Ausdrucksweise, Sprache, Philosophie und Musik. Der Zouglou-Stil greift auf Elemente anderer Musikstile, insbesondere Dancehall oder Zouk zurück. Als Zentrum der Entstehung gilt die Universität von Abidjan. Durch Studenten gelangte der Stil nach Frankreich, wo er vor allem in Paris schnell populär wurde. In der Pariser Diaspora wurde daraus von Musikern aus der Elfenbeinküste 2003 Coupé Decalé kreiert, eine in ihrem Heimatland schnell populär gewordene Musik- und Tanzform.

## Nachweise
1. ↑  Wolfgang Bender: Sweet Mother: Moderne afrikanische Musik Trickster, München 1985, S. 80
2. ↑  Radioafrica über Djédjés Album Le Roi du Ziglibithy